# Silvia Chivás
Silvia Chivás Baró (n. 10 de septiembre de 1954 en la Provincia de Oriente, Cuba) es una atleta cubana especialista en carreras de velocidad que ganó dos medallas de bronce en los Juegos Olímpicos de Múnich 1972
Antes de 1972, había logrado dos medallas en los Juegos Panamericanos de Cali 1971, pero no estaba considerada entre las mejores velocistas del mundo.
Poco antes de los Juegos Olímpicos de Múnich 1972, logró en Dresde una marca de 11,1 en los 100 m, que la situaban como una de las candidatas a ganar una medalla olímpica en esta prueba.
Chivas tenía solamente 18 años cuando participó en los Juegos de Múnich. En la final olímpica de los 100 m, consiguió la medalla de bronce con una marca de 11,24 y solamente fue batida por la alemana oriental Renate Stecher (que hizo el récord mundial con 11,07) y la australiana Raelene Boyle (11,23).
Además ganó otra medalla de bronce con el equipo cubano de relevos 4 × 100 metros, que solamente cedió ante Alemania Occidental y Alemania Oriental. El cuarteto lo integraban por este orden Marlene Elejarde, Carmen Valdés, Fulgencia Romay y la propia Chivas.
Tras los Juegos Olímpicos de Múnich, siguió compitiendo durante varios años a gran nivel, ganando diversas medallas en competiciones importantes como los Juegos Panamericanos, los Juegos Centroamericanos y del Caribe, la Copa del Mundo, los Juegos Mundiales Universitarios, etc.
Tras retirarse de las pistas, se hizo entrenadora.

## Resultados
| Año  | Competición          | Ciudad                 | Puesto                                     | Marca             |
| ---- | -------------------- | ---------------------- | ------------------------------------------ | ----------------- |
| 1971 | Juegos Panamericanos | Cali                   | 3.ª en 100 m 4.ª en 200 m 2.ª en 4 × 100 m | 11,47 23,95 45,01 |
| 1972 | Juegos Olímpicos     | Múnich                 | 3.ª en 100 m 3.ª en 4 × 100 m              | 11,24 43,36       |
| 1975 | Juegos Panamericanos | Ciudad de México       | 4.ª en 100 m 5.ª en 200 m 2.ª en 4 × 100 m | 11,45 23,33 43,65 |
| 1977 | Copa del Mundo       | Düsseldorf             | 3.ª en 100 m 5.ª en 200 m                  | 11,34 23,45       |
| 1977 | Universiada          | Sofía                  | 3.ª en 100 m 1.ª en 200 m                  | 11,23 23.08       |
| 1979 | Juegos Panamericanos | San Juan (Puerto Rico) | 4.ª en 100 m 7.ª en 200 m 3.ª en 4 × 100 m | 11,48 23,79 46,26 |

## Marcas personales
- 100 metros: 11,16 (Sofía, 20 de agosto de 1977).
- 200 metros: 22,86 (Guadalajara, 10 de agosto de 1977).